# 기원전 1세기
기원전 1세기는 기원전 100년부터 기원전 1년까지를 말한다.

## 주요 사건
- 기원전 91년
  - 동맹시 전쟁
  - 무고의 난
- 기원전 82년 - 술라, 로마 최초의 내전에서 승리함.
- 기원전 69년 - 신라, 박혁거세 또는 혁거세 거서간 탄생.
- 기원전 60년
  - 로마의 율리우스 카이사르가 루시타니아의 폭동을 진압함.
  - 로마에서 그나이우스 폼페이우스 마그누스와 마르쿠스 리키니우스 크라수스의 제1차 삼두정치가 시작됨.
  - 셀레우코스 제국이 멸망.
  - 흉노의 일축왕이 전한에 투항함.
  - 한의 서역도호부가 창설됨.
- 기원전 57년 - 신라 건국.
- 기원전 49년 - 카이사르, 루비콘강을 도하.
- 기원전 48년 - 카이사르, 파르살루스 전투에서 압승을 거둠.
- 기원전 44년 - 카이사르, 브루투스에게 암살당함.
- 기원전 43년 - 로마에서 제2차 삼두정치가 시작됨.
- 기원전 58년 - 고구려 주몽 출생
- 기원전 37년 - 고구려 건국.
- 기원전 31년 - 악티움 해전에서 옥타비아누스 대승을 거둠.
- 기원전 30년 - 이집트, 프톨레마이오스 왕조 멸망.
- 기원전 27년 - 아우구스투스가 로마 제국의 첫 황제가 됨.
- 기원전 18년 - 백제 건국.
- 기원전 4년 - 로마 제국 지배 하의 이스라엘에서 예수 출생.

## 주요 인물

### 탄생
- 기원전 100년 - 로마의 군인, 정치가 율리우스 카이사르
- 기원전 70년 - 고대 로마의 시인 베르길리우스 (10월 15일)
- 기원전 69년
  - 신라(新羅)의 초대 국왕(國王) 혁거세 거서간(赫居世 居西干)[1]
  - 이집트 클레오파트라 7세
- 기원전 66년 - 백제(百濟)의 왕비(王妃) 소서노(召西奴)
- 기원전 63년 - 로마 제국 초대 황제 아우구스투스
- 기원전 60년 - 이집트 프톨레마이오스 왕조의 프톨레마이오스 14세

### 사망
- 기원전 99년 - 위만조선의 관료 삼
- 기원전 96년 - 셀레우코스의 군주 안티오쿠스 9세
- 기원전 92년 - 셀레우코스의 군주 안티오쿠스 11세
- 기원전 88년 - 로마 공화정의 정치가 푸블리우스 술피키우스 루푸스
- 기원전 60년
  - 소무(蘇武) - 전한의 대신(大臣)
  - 허려권거 선우(虛閭權渠 單于) - 흉노의 선우

## 연도와 연대
| 기원전 100년대 | 전109 | 전108 | 전107 | 전106 | 전105 | 전104 | 전103 | 전102 | 전101 | 전100 |
| 기원전 90년대  | 전99  | 전98  | 전97  | 전96  | 전95  | 전94  | 전93  | 전92  | 전91  | 전90  |
| 기원전 80년대  | 전89  | 전88  | 전87  | 전86  | 전85  | 전84  | 전83  | 전82  | 전81  | 전80  |
| 기원전 70년대  | 전79  | 전78  | 전77  | 전76  | 전75  | 전74  | 전73  | 전72  | 전71  | 전70  |
| 기원전 60년대  | 전69  | 전68  | 전67  | 전66  | 전65  | 전64  | 전63  | 전62  | 전61  | 전60  |
| 기원전 50년대  | 전59  | 전58  | 전57  | 전56  | 전55  | 전54  | 전53  | 전52  | 전51  | 전50  |
| 기원전 40년대  | 전49  | 전48  | 전47  | 전46  | 전45  | 전44  | 전43  | 전42  | 전41  | 전40  |
| 기원전 30년대  | 전39  | 전38  | 전37  | 전36  | 전35  | 전34  | 전33  | 전32  | 전31  | 전30  |
| 기원전 20년대  | 전29  | 전28  | 전27  | 전26  | 전25  | 전24  | 전23  | 전22  | 전21  | 전20  |
| 기원전 10년대  | 전19  | 전18  | 전17  | 전16  | 전15  | 전14  | 전13  | 전12  | 전11  | 전10  |
| 기원전 0년대   | 전9   | 전8   | 전7   | 전6   | 전5   | 전4   | 전3   | 전2   | 전1   |       |
| 기원후 0년대   |       | 후1   | 후2   | 후3   | 후4   | 후5   | 후6   | 후7   | 후8   | 후9   |

## 참고 문헌
1. ↑  《삼국사기》의 즉위 기록을 역산한 것이다. 김부식 (1145) 혁거세 거서간 조(條) "漢孝宣帝　五鳳元年甲子　四月丙辰  一曰正月十五日 卽位 號居西干　時年十三　國號徐那伐 (전한 효선제 오봉 원년 갑자(기원전 57년) 4월 병진 또는 정월 15일이라고도 하였다에 즉위하여 거서간이라 일컬었다. 이때 나이는 13세였고 나라 이름을 서라벌이라 하였다.)"